# Tòa án Tối cao Hoa Kỳ
Tòa án tối cao Hoa Kỳ (tiếng Anh: Supreme Court of the United States, viết tắt: SCOTUS) hay Tối cao Pháp viện Hoa Kỳ, là tòa án cấp cao nhất trong hệ thống tư pháp liên bang của Hoa Kỳ. Tòa có thẩm quyền phúc thẩm cuối cùng đối với tất cả các vụ án của các tòa án liên bang Hoa Kỳ và đối với các vụ án của tòa án tiểu bang liên quan đến các vấn đề về luật hiến pháp hoặc luật liên bang của Hoa Kỳ. Tòa cũng có thẩm quyền ban đầu đối với một phạm vi hẹp các vụ án, cụ thể là " với mọi trường hợp liên quan tới các đại sứ, các công sứ và các lãnh sự, những vụ tranh chấp mà Hợp chúng quốc là một bên liên quan". Năm 1803, Tòa xác nhận bản thân Tòa có quyền xem xét lại tư pháp, khả năng vô hiệu hóa một đạo luật vì vi phạm một điều khoản của Hiến pháp thông qua vụ án mang tính bước ngoặt Marbury kiện Madison. Tòa cũng có thể bãi bỏ các chỉ thị của Tổng thống vì vi phạm Hiến pháp hoặc luật định.
Theo Điều Ba của Hiến pháp Hoa Kỳ, thành phần và thủ tục của Tòa án Tối cao ban đầu được Quốc hội khóa I thiết lập thông qua Đạo luật Tư pháp năm 1789. Như đã có từ năm 1869, tòa án bao gồm chín Thẩm phán - Chánh án Hoa Kỳ và tám Phó Thẩm phán  - họp tại Trụ sở Tòa án Tối cao ở Washington, D.C. Các Thẩm phán có nhiệm kỳ trọn đời, nghĩa là họ vẫn làm việc tại Tòa án cho đến khi họ qua đời, nghỉ hưu, từ chức hoặc bị luận tội và cách chức. Khi có ghế trống, Tổng thống, với sự cố vấn và đồng ý của Thượng viện, sẽ bổ nhiệm một Thẩm phán mới. Mỗi Thẩm phán có một phiếu bầu duy nhất để quyết định các vụ án được tranh luận trước tòa án. Khi chiếm đa số, Chánh án quyết định ai là người viết ý kiến của tòa án; nếu không, thẩm phán có thâm niên cao nhất trong đa số sẽ giao nhiệm vụ viết ý kiến.
Tòa án Tối cao nhận được trung  7.000 đơn xin lệnh certiorari mỗi năm, nhưng chỉ chấp thuận khoảng 80 đơn.

## Cơ cấu và quyền lực
Điều III Hiến pháp Hoa Kỳ quy định những trường hợp được đưa ra xét xử trước toà tối cao cũng như nhiệm kỳ của thẩm phán toà tối cao. Khoản I quy định "Quyền tài phán của Hoa Kỳ được dành cho một toà tối cao", và ấn định nhiệm kỳ trọn đời cho các thẩm phán của toà án này, "trong khi họ có tư cách tốt" (nghĩa là các thẩm phán có thể bị luận tội nhưng không thể bị cách chức vì các lý do khác), và lương bổng của họ cũng không bị cắt giảm khi đang nhiệm chức. Những quy định này của Hiến pháp là nhằm bảo vệ tính độc lập của các thẩm phán khi đưa ra các phán quyết.
Điều III dành cho toà tối cao quyền xét xử tất các vụ án liên quan đến luật pháp và luật bất thành văn theo hiến pháp, các luật của Hoa Kỳ và các hiệp ước; tất cả vụ án liên quan đến các đại sứ, bộ trưởng và các lãnh sự; tất cả vụ án về các vùng biển; các vụ tranh chấp mà Hoa Kỳ là một bên; các tranh tụng giữa hai hay nhiều tiểu bang; giữa một tiểu bang và các công dân thuộc các tiểu bang khác...
Như vậy, thẩm quyền tài phán của toà tối cao được giới hạn trong các vụ án hoặc tranh tụng trong phạm vi luật liên bang. Toà án liên bang có thể xét xử các vụ tranh tụng giữa công dân của các bang khác nhau. Trong trường hợp này, tòa liên bang, bao gồm toà tối cao, phán quyết theo luật tiểu bang. Thí dụ, một cư dân Texas có thể kiện một công ty ở California vi phạm luật bang Texas.
Đa số các trường hợp được đem ra trước Tòa án tối cao là các vụ kháng án, chuyển đến từ các toà tối cao tiểu bang hay các toà liên bang.
Tuy không được ghi trong hiến pháp, toà tối cao, cũng như tất cả tòa liên bang, được công nhận quyền tài phán chung thẩm. Vào năm 1803 trong vụ án Marbury kiện Madison, toà tối cao đã vô hiệu hoá một số đạo luật được thông qua bởi Quốc hội, cho rằng Quốc hội đã vượt quá quyền hiến định của mình. Trong vụ Fletcher kiện Peck (1810) lần đầu tiên toà tối cao đã phán quyết một đạo luật được thông qua bởi một viện lập pháp tiểu bang là vi phạm hiến pháp, nhân đó mở rộng quyền tài phán của toà tối cao đến các đạo luật và nghị định của chính quyền tiểu bang. Dù ít được sử dụng trong thời gian đầu, quyền này lại được toà tối cao hành xử thường xuyên trong những thập niên gần đây.
Hiến pháp không quy định số lượng thẩm phán cho Tòa án tối cao, Quốc hội thực thi quyền này. Lúc đầu, tổng số thẩm phán được Đạo luật Judiciary năm 1789 ấn định là sáu người. Khi đất nước được mở rộng, con số thẩm phán của tòa tối cao gia tăng dần theo số lượng tòa án khu vực. Năm 1807, số thẩm phán là bảy người, lên đến chín người năm 1837, rồi mười người năm 1863. Đến năm 1866, vì không muốn phê chuẩn các bổ nhiệm của Tổng thống Andrew Johnson, Quốc hội thông qua đạo luật Judicial Circuits, theo đó sẽ không bổ nhiệm người thay thế cho ba thẩm phán sắp về hưu; như thế, số thẩm phán dần dà chỉ còn lại bảy người; một vị trí bị huỷ bỏ năm 1866, vị trí thứ hai năm 1867. Trước khi chiếc ghế thứ ba bị dời đi, Quốc hội đã kịp thông qua luật Circuit Judges năm 1869, ấn định số thẩm phán ở con số chín (một chánh án và tám thẩm phán), con số này được duy trì cho đến ngày nay.
Với dự luật Cải tổ Tư pháp năm 1937, Tổng thống Franklin D. Roosevelt muốn mở rộng tòa tối cao, cho phép tổng thống bổ nhiệm thêm một người cho mỗi thẩm phán đã đến tuổi bảy mươi mà không muốn về hưu, như vậy số thẩm phán có thể lên đến tối đa là mười lăm người. Có vẻ như tổng thống muốn làm giảm bớt gánh nặng trên vai các thẩm phán cao tuổi, nhưng nhiều người tin rằng Roosevelt chỉ muốn đem vào tòa tối cao những người ủng hộ chính sách New Deal của ông. Trước đây, New Deal đã bị Tòa án tối cao tuyên bố là vi hiến. Đề án này của Roosevelt không được quốc hội thông qua. Dù vậy, thời kỳ lâu dài của Roosevelt tại Tòa Bạch Ốc cho phép ông bổ nhiệm tám thẩm phán (chỉ sau George Washington), và đưa một thẩm phán lên vị trí Chánh án Tòa án tối cao.

## Bổ nhiệm

### Đề cử
Bổ nhiệm thẩm phán cho toà tối cao là một quy trình mang nhiều yếu tố chính trị và luôn luôn gây tranh cãi. Hiện nay có chín vị trí trong tòa, con số này đã được xác lập từ năm 1869, dù nó có thể bị thay đổi bởi Quốc hội. Tiến trình bổ nhiệm bắt đầu khi một thẩm phán qua đời, từ chức, về hưu hay bị bãi nhiệm vì bị luận tội và bị kết án (điều này chưa bao giờ xảy ra). Tính trung bình cứ hai năm thì có một chỗ khuyết, nhưng không phải luôn luôn như vậy. 

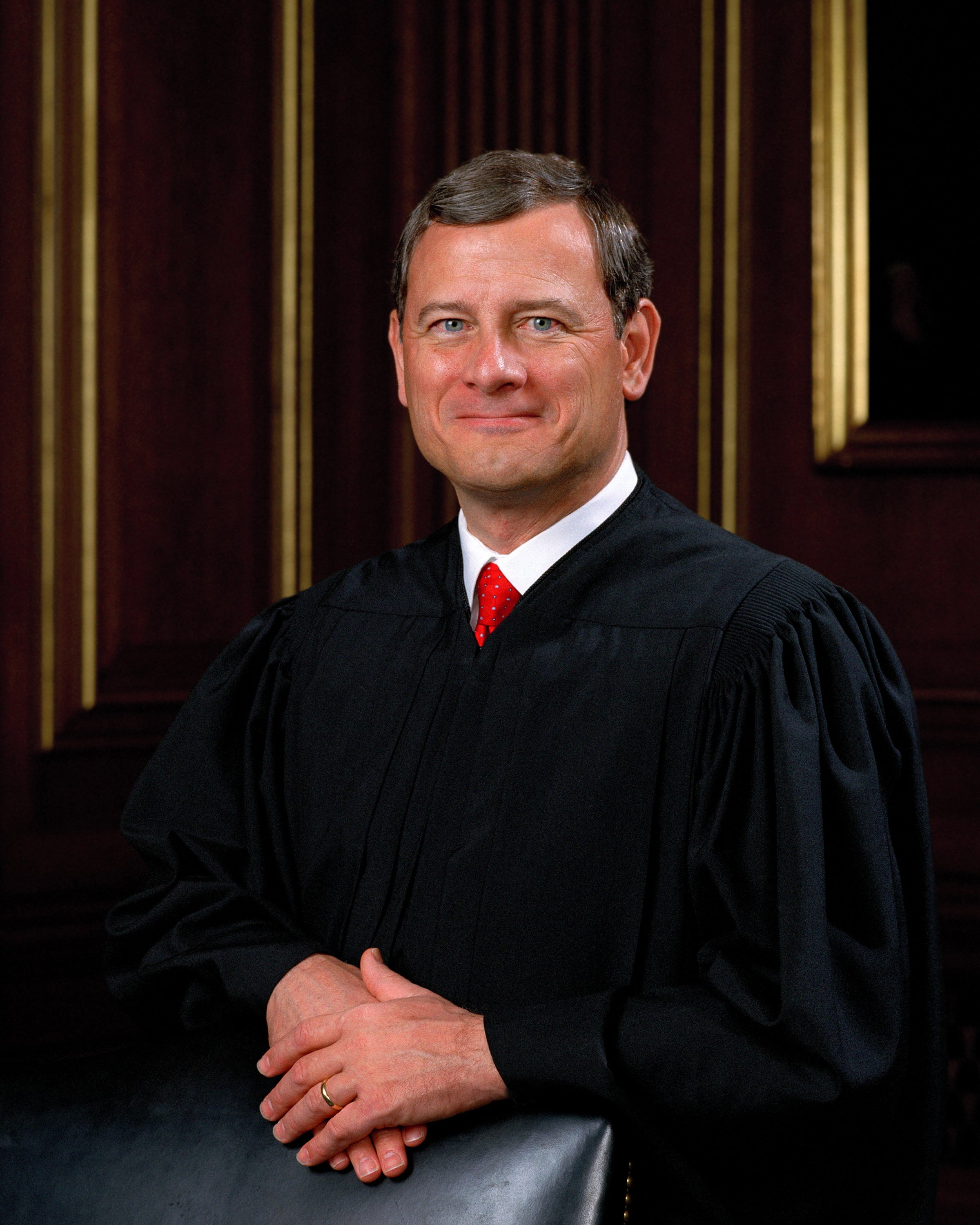
John Roberts, Chánh án Hoa Kỳ

Như một quy luật, tổng thống sẽ đề cử vào Tòa án tối cao những người đồng quan điểm với mình, với ít nhiều nhượng bộ, để bảo đảm sự đề cử sẽ được thông qua tại Thượng viện, thường thì các ứng viên có quan điểm cực đoan ít có cơ may được phê chuẩn. Các ứng cử viên thường được chọn từ tòa kháng án liên bang, tòa án tiểu bang, nhánh hành pháp, Quốc hội hoặc giới trí thức khoa bảng.
Tuy nhiên, trong thực tế có không ít các quyết định của thẩm phán đi ngược lại những mong đợi của người bổ nhiệm, nổi tiếng nhất là trường hợp Chánh án Earl Warren, Tổng thống Eisenhower mong đợi ông sẽ trung thành với lập trường bảo thủ, nhưng các quyết định của Warren đã chứng tỏ ông là một trong số những thẩm phán có khuynh hướng tự do nhất trong lịch sử Tòa án tối cao. Về sau, Eisenhower chua chát thú nhận việc bổ nhiệm Warren là "sai lầm lớn nhất tôi từng mắc phải." Bởi vì Hiến pháp không ấn định bất kỳ tiêu chuẩn nào cho chức vụ thẩm phán tòa tối cao, tổng thống có thể đề cử bất cứ ai. Song, ứng viên cho chức vụ này cần có được sự chuẩn thuận của Thượng viện, nghĩa là cần thuyết phục đa số thượng nghị sĩ tin rằng họ xứng đáng với vị trí phục vụ trọn đời tại thiết chế tư pháp tối cao của quốc gia.

### Phê chuẩn
Trong lịch sử đương đại, quy trình phê chuẩn thẩm phán tòa tối cao luôn thu hút sự quan tâm của các nhóm có quyền lợi đặc biệt, họ thường vận động các thành viên thượng viện phê chuẩn hoặc bác bỏ tùy theo quá trình hoạt động của ứng viên ấy có phù hợp với quan điểm của họ hay không.
Thủ tục phỏng vấn ứng viên chỉ mới có không lâu. Ứng viên đầu tiên làm chứng trước Ủy ban là Harlan Fiske Stone năm 1925. Có một số thượng nghị sĩ đến từ miền Tây tỏ ra quan ngại về những quan hệ của Stone với Phố Wall, cho biết sẽ chống đối việc phê chuẩn ông. Stone đưa ra một đề nghị còn mới lạ vào lúc ấy, là ông sẽ ra trước Ủy ban Tư pháp để trả lời các câu hỏi, việc này đã bảo đảm cho Stone sự chuẩn thuận của Thượng viện với rất ít chống đối. Ứng viên thứ hai giải trình trước Ủy ban là Felix Frankfurter, ông này ra làm chứng theo yêu cầu của Ủy ban để giải thích về điều ông xem là những vu khống chống lại ông. Quy trình thẩm vấn đang được áp dụng yêu cầu ứng viên bày tỏ lập trường của mình bắt đầu từ vụ phê chuẩn John Marshall Harlan II năm 1955; Harlan được đề cử ngay sau khi tòa tối cao đưa ra phán quyết lịch sử trong vụ án Brown v. Board of Education, và một số thượng nghị sĩ miền Nam cố phong tỏa việc phê chuẩn Harlan, do vậy mà tổ chức phiên điều trần.
Một ứng viên được tổng thống đề cử phải được phê chuẩn bởi đa số phiếu tại Thượng viện, dù quy trình này có thể bị ngăn cản. FBI sẽ kiểm tra nhân thân của ứng viên. Cùng với các nhân chứng, ứng cử viên phải ra trước Ủy ban Tư pháp Thượng viện để trả lời những câu hỏi như "Quan điểm của ông (bà) về vụ án Roe kiện Wade?" hoặc về hôn nhân đồng tính... Ủy ban sẽ bỏ phiếu để quyết định đề cử người này hay không, sau đó sự việc được chuyển sang Thượng viện. Ban thường trực về tư pháp liên bang của Hội luật sư Hoa Kỳ sẽ thẩm định phẩm chất của ứng viên như tính liêm khiết, năng lực chuyên môn, tính cách của một thẩm phán... Ban này, gồm 15 thẩm phán liên bang (không có thẩm phán toà tối cao), sẽ đưa ra một bản thẩm định – "rất tốt", "tốt" và "không tốt". Đời tư các ứng viên thường bị xét nét đến từng chi tiết.
Toàn thể Thượng viện họp lại để xem xét; chỉ cần một đa số tương đối (quá bán) là đủ để quyết định chuẩn thuận hoặc bác bỏ sự đề cử. Trong suốt lịch sử, Thượng viện chỉ bác bỏ mười hai trường hợp. Gần đây nhất là biểu quyết của Thượng viện năm 1987 bác bỏ việc đề cử Robert Bork.
Không phải tất cả đề cử đều được biểu quyết tại Thượng viện. Một khi Thượng viện bắt đầu thảo luận về sự đề cử, những người chống đối có thể tìm cách kéo dài cuộc tranh luận để ngăn không cho biểu quyết. Cho đến nay vẫn chưa có việc đề cử thẩm phán nào bị ngăn không biểu quyết. Tuy nhiên, năm 1968 Tổng thống Lyndon Johnson đã thất bại trong nỗ lực đề cử thẩm phán Abe Fortas vào vị trí chánh án thay thế Earl Warren.
Tổng thống cũng có thể rút lại danh sách đề cử trước khi Thượng viện bỏ phiếu. Điều này xảy ra khi tổng thống cảm thấy ứng viên của mình không có đủ cơ may để được phê chuẩn. Gần đây nhất, Tổng thống George W. Bush rút tên Harriet Miers trước khi phiên điều trần bắt đầu, do những quan ngại về khả năng Miers sẽ bị thẩm vấn về việc bà từng tiếp cận các tư liệu nội bộ của nhánh hành pháp khi đang là cố vấn pháp luật cho Nhà Trắng. Năm 1987, Tổng thống Ronald Reagan rút lại sự đề cử dành cho Douglas H. Ginsburg vì những cáo buộc về việc sử dụng ma túy.
Cho đến năm 1981, thủ tục phê chuẩn thường diễn ra mau chóng. Từ chính phủ Truman đến Nixon, các ứng viên được phê chuẩn trong vòng một tháng. Tuy nhiên, kể từ chính phủ Reagan cho đến nay, quy trình này kéo dài hơn. Một số suy đoán cho rằng ấy là do vai trò của chính trị của các thẩm phán ngày càng gia tăng.

## Thủ tục
Mỗi năm, Tòa án tối cao bắt đầu làm việc vào thứ Hai đầu tiên của tháng Mười, kéo dài cho đến tháng Sáu hay tháng 7 năm sau.
Muốn khởi kiện hay biện hộ tại toà tối cao, luật sư (attorney) phải là thành viên của luật sư đoàn toà tối cao. Muốn được thu nhận vào luật sư đoàn toà tối cao, ứng viên phải có thâm niên ít nhất ba năm trong đoàn luật sư của toà tối cao tiểu bang, phải được giới thiệu bởi hai thành viên của đoàn luật sư toà tối cao (hai người này không có liên hệ huyết thống hay hôn nhân với người được giới thiệu), không bị kỷ luật bởi tòa án hay bởi luật sư đoàn.
Khi ra phán quyết, mỗi thẩm phán trình bày ý kiến của mình bằng văn bản; tất cả văn bản này được công bố cho công chúng. Thường thì có một quan điểm cho đa số, được gọi là "Quan điểm của Toà", kèm theo đó là ý kiến "tương đồng" (thuận với phán quyết nhưng vì những lý do khác) và ý kiến bất đồng (không đồng ý với phán quyết).
Tập tục công bố quan điểm của toà bắt đầu từ nhiệm kỳ của chánh án toà tối cao Justin Marshall vào đầu thế kỷ 19. Trước đó, mỗi thẩm phán tự công bố ý kiến của mình.

## Thành viên

### Các Thẩm phán đương nhiệm
Tòa án tối cao có 9 thẩm phán, gồm Chánh án John Roberts và 8 thẩm phán liên nhiệm. Trong số các thẩm phán đương nhiệm, Clarence Thomas là thẩm phán lâu năm nhất với 12,335 ngày, tức 33 năm, 281 ngày tính đến ngày 31 tháng 7 năm 2025; Thẩm phán được bổ nhiệm gần đây nhất là Ketanji Brown Jackson, bà nhậm chức vào ngày 30 tháng 6 năm 2022.
| Thẩm phán / Ngày sinh Nơi sinh | Thẩm phán / Ngày sinh Nơi sinh                               | Người đề cử   | Số phiếu phê chuẩn tại Thượng viện Hoa Kỳ | Tuổi      | Tuổi     | Ngày nhậm chức / Thời gian giữ chức   | Giáo dục                | Chức vụ trước                                                             | Người tiền nhiệm |
| Thẩm phán / Ngày sinh Nơi sinh | Thẩm phán / Ngày sinh Nơi sinh                               | Người đề cử   | Số phiếu phê chuẩn tại Thượng viện Hoa Kỳ | Nhậm chức | Hiện tại | Ngày nhậm chức / Thời gian giữ chức   | Giáo dục                | Chức vụ trước                                                             | Người tiền nhiệm |
| ------------------------------ | ------------------------------------------------------------ | ------------- | ----------------------------------------- | --------- | -------- | ------------------------------------- | ----------------------- | ------------------------------------------------------------------------- | ---------------- |
|                                | Chánh án John Roberts 27 tháng 1 năm 1955 Buffalo, New York  | G. W. Bush    | 78–22                                     | 50        | 70       | 29 tháng 9 năm 2005 19 năm, 305 ngày  | Đại học Harvard (JD)    | Thẩm phán Tòa án phúc thẩm liên bang Khu vực Đặc khu Columbia (2003–2005) | Rehnquist        |
|                                | Clarence Thomas 23 tháng 6 năm 1948 Pin Point, Georgia       | G. H. W. Bush | 52–48                                     | 43        | 77       | 23 tháng 10 năm 1991 33 năm, 281 ngày | Đại học Yale (JD)       | Thẩm phán Tòa án phúc thẩm liên bang Khu vực Đặc khu Columbia (1990–1991) | Marshall         |
|                                | Samuel Alito 1 tháng 4 năm 1950 Trenton, New Jersey          | G. W. Bush    | 58–42                                     | 55        | 75       | 31 tháng 1 năm 2006 19 năm, 181 ngày  | Đại học Yale (JD)       | Thẩm phán Tòa án phúc thẩm liên bang Khu vực 3 (1990–2006)                | O'Connor         |
|                                | Sonia Sotomayor 25 tháng 6 năm 1954 New York City, New York  | Obama         | 68–31                                     | 55        | 71       | 8 tháng 8 năm 2009 15 năm, 357 ngày   | Đại học Yale (JD)       | Thẩm phán Tòa án phúc thẩm liên bang Khu vực 2 (1998–2009)                | Souter           |
|                                | Elena Kagan 28 tháng 4 năm 1960 New York City, New York      | Obama         | 63–37                                     | 50        | 65       | 7 tháng 8 năm 2010 14 năm, 358 ngày   | Đại học Harvard (JD)    | Tổng Luật sư Hoa Kỳ (2009–2010)                                           | Stevens          |
|                                | Neil Gorsuch 29 tháng 8 năm 1967 Denver, Colorado            | Trump         | 54–45                                     | 49        | 57       | 10 tháng 4 năm 2017 8 năm, 112 ngày   | Đại học Harvard (JD)    | Thẩm phán Tòa án phúc thẩm liên bang Khu vực 10 (2006–2017)               | Scalia           |
|                                | Brett Kavanaugh 12 tháng 2 năm 1965 Washington, D.C.         | Trump         | 50–48                                     | 53        | 60       | 6 tháng 10 năm 2018 6 năm, 298 ngày   | Đại học Yale (JD)       | Thẩm phán Tòa án phúc thẩm liên bang Khu vực Đặc khu Columbia (2006–2018) | Kennedy          |
|                                | Amy Coney Barrett 28 tháng 1 năm 1972 New Orleans, Louisiana | Trump         | 52–48                                     | 48        | 53       | 27 tháng 10 năm 2020 4 năm, 277 ngày  | Đại học Notre Dame (JD) | Thẩm phán Tòa án phúc thẩm liên bang Khu vực 7 (2017–2020)                | Ginsburg         |
|                                | Ketanji Brown Jackson 14 tháng 9 năm 1970 Washington, D.C.   | Biden         | 53–47                                     | 51        | 54       | 30 tháng 6 năm 2022 3 năm, 31 ngày    | Đại học Harvard (JD)    | Thẩm phán Tòa án phúc thẩm liên bang Khu vực Đặc khu Columbia (2021–2022) | Breyer           |

### Độ dài nhiệm kỳ
Đồ hoạ này chỉ miêu tả độ dài nhiệm kỳ của từng Thẩm phán, nhưng không phải địa vị vì Chánh án luôn cao cấp hơn Thẩm phán Đồng nhiệm. 

### Lương
Đến năm 2020, thẩm phán tòa tối cao nhận 265.600 USD mỗi năm, riêng chánh án được trả 277.700 USD.

### Thâm niên và Địa vị

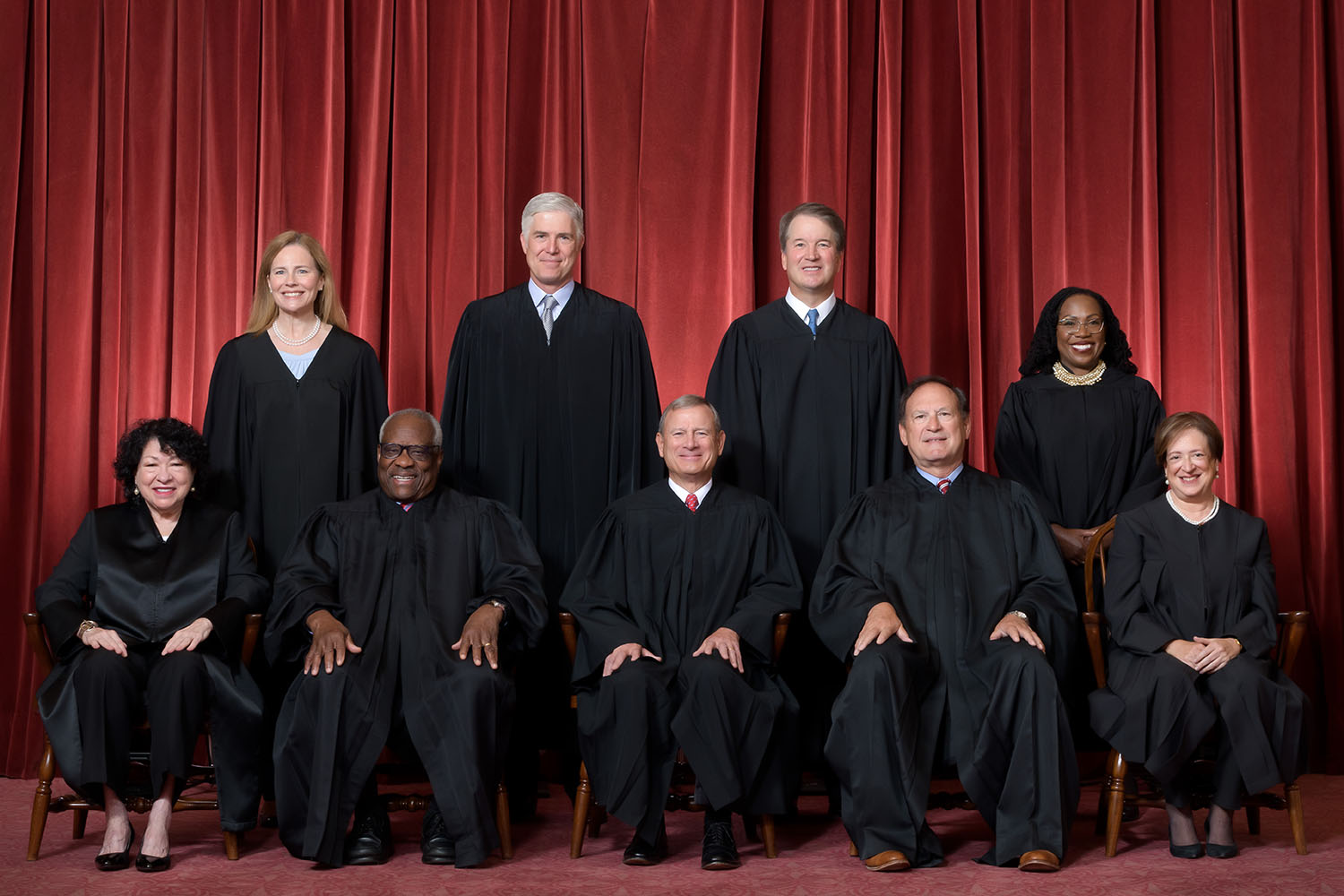
Các Thẩm phán Tòa án tối cao Hoa Kỳ, tháng 6 năm 2022 - hàng đứng: Amy Coney Barrett, Neil Gorsuch, Brett Kavanaugh, và Ketanji Brown Jackson; hàng ngồi: Sonia Sotomayor, Clarence Thomas, John G. Roberts, Samuel Alito, và Elena Kagan

Trong những phiên họp của tòa tối cao, vị trí của các thẩm phán được ấn định theo tuổi tác: Chánh án ngồi ở vị trí trung tâm, các thẩm phán ở hai bên, thâm niên càng cao càng ngồi gần với chánh án. Như vậy, thẩm phán thâm niên nhất ngồi ngay bên phải chánh án, và người có thâm niên ít nhất ngồi xa nhất về bên trái. Nếu từ góc nhìn của luật sư tranh luận tại tòa, thứ tự vị trí của các thẩm phán hiện tại như sau: Barrett ,Gorsuch, Sotomayor, Thomas, Roberts (Chánh án), Alito, Kagan, Kavanaugh và Jackson.
Trong các phiên họp kín, các thẩm phán phát biểu và bỏ phiếu theo thứ tự thâm niên, người đầu tiên là chánh án và người cuối cùng là thẩm phán có thâm niên ít nhất. Vì là họp kín nên thẩm phán có thâm niên ít nhất được giao trách nhiệm phục vụ khi cần thiết, thường là công việc mở cửa và dọn cà phê. Ngoài ra, thẩm phán có thâm niên ít nhất cũng là người có nhiệm vụ chuyển án lệnh của tòa đến tay thư ký tòa. Joseph Story có thành tích phục vụ lâu nhất trong cương vị thẩm phán có thâm niên ít nhất, từ ngày 3 tháng 2 năm 1812 đến ngày 1 tháng 9 năm 1823, tổng cộng là 4 228 ngày. Thẩm phán Stephen Breyer được xếp kế tiếp, kém kỷ lục của Story chỉ có 29 ngày, khi Thẩm phán Samuel Alito vào Tòa án tối cao và thay thế Breyer ở vị trí này vào ngày 31 tháng 1 năm 2006.

### Khuynh hướng
Trong khi các thẩm phán không đại diện hoặc chấp nhận lập trường chính thức của các chính đảng, như tại hai nhánh lập pháp và hành pháp, họ thường được xếp vào các nhóm chính trị và pháp lý có quan điểm khác nhau chẳng hạn như nhóm bảo thủ, trung dung, hoặc cấp tiến. Các hình dung từ này chỉ biểu thị khuynh hướng tư pháp, không phải chính trị hoặc lập pháp.
Tòa án do Chánh án Roberts lãnh đạo hiện tại là một trong những nhiệm kỳ tòa án bảo thủ nhất lịch sử Hoa Kỳ. Sáu trong số chín thẩm phán đương nhiệm được bổ nhiệm bởi các tổng thống thuộc Đảng Cộng hòa, ba người còn lại nhận sự bổ nhiệm từ các tổng thống Dân chủ. Nhiều người tin rằng Chánh án Roberts và các thẩm phán Thomas, và Alito, Gorsuch, Kavanaugh, Barrett hình thành nhóm bảo thủ trong tòa. Các thẩm phán Sotomayor, Kagan và Jackson được xem là cánh cấp tiến.

### Về hưu
Các cuộc nghiên cứu chỉ ra rằng các thẩm phán Tòa án tối cao đều có những tính toán chiến lược khi quyết định nghỉ hưu. Những cân nhắc này chịu tác động bởi các yếu tố cá nhân, đảng phái và cơ chế. Các quan ngại về sự suy nhược trí tuệ khi cao tuổi cũng thường là động cơ thúc đẩy các thẩm phán muốn về hưu. Áp lực muốn tăng cường sức mạnh và ảnh hưởng của tòa tối cao được kể là một nhân tố khác. Sau cùng, các thẩm phán thường quyết định rút lui vào thời điểm thuận lợi nhất, nghĩa là vào lúc tổng thống và quốc hội có thể bổ nhiệm thẩm phán thay thế là người có cùng quan điểm với người ra đi.
| Thẩm phán / Ngày sinh Nơi sinh | Thẩm phán / Ngày sinh Nơi sinh                               | Đề cử bởi     | Nghỉ hưu trong nhiệm kỳ của | Tuổi lúc  | Tuổi lúc | Tuổi lúc | Nhiệm kỳ            | Nhiệm kỳ            | Nhiệm kỳ         |
| Thẩm phán / Ngày sinh Nơi sinh | Thẩm phán / Ngày sinh Nơi sinh                               | Đề cử bởi     | Nghỉ hưu trong nhiệm kỳ của | Nhậm chức | Nghỉ hưu | Hiện nay | Ngày nhậm chức      | Ngày nghỉ hưu       | Độ dài           |
| ------------------------------ | ------------------------------------------------------------ | ------------- | --------------------------- | --------- | -------- | -------- | ------------------- | ------------------- | ---------------- |
|                                | Anthony Kennedy 23 tháng 7 năm 1936 Sacramento, California   | Reagan        | Trump                       | 51        | 82       | 89       | 18 tháng 2 năm 1988 | 31 tháng 7 năm 2018 | 30 năm, 163 ngày |
|                                | David Souter 17 tháng 9 năm 1939 Melrose, Massachusetts      | G. H. W. Bush | Obama                       | 51        | 69       | 85       | 9 tháng 10 năm 1990 | 29 tháng 6 năm 2009 | 18 năm, 263 ngày |
|                                | Stephen Breyer 15 tháng 8 năm 1938 San Francisco, California | Clinton       | Biden                       | 55        | 83       | 86       | 3 tháng 8 năm 1994  | 30 tháng 6 năm 2022 | 30 năm, 362 ngày |

## Lịch sử
Tòa án tối cao đã tích luỹ quyền lực hiện có suốt trong nhiệm kỳ của chánh án John Marshall. Ông được đề cử bởi John Adams trong những ngày cuối của nhiệm kỳ tổng thống của Adams. Là đối thủ chính trị của những người Cộng hoà theo Jefferson, Marshall đưa ra một số quan điểm mà những người này cho là không thích hợp, nhằm củng cố quyền lực của ngành tư pháp bằng cách làm suy giảm thanh thế của hành pháp và khẳng định sức mạnh độc quyền của ngành tư pháp trong việc giải thích hiến pháp. Vụ án Marbury kiện Madison (1803) là một dấu mốc quan trọng trong lịch sử toà tối cao, bắt đầu áp dụng quyền tài phán chung thẩm, cho phép toà tối cao bác bỏ các đạo luật của Quốc hội, theo quan điểm của toà, là vi hiến.

## Trụ sở

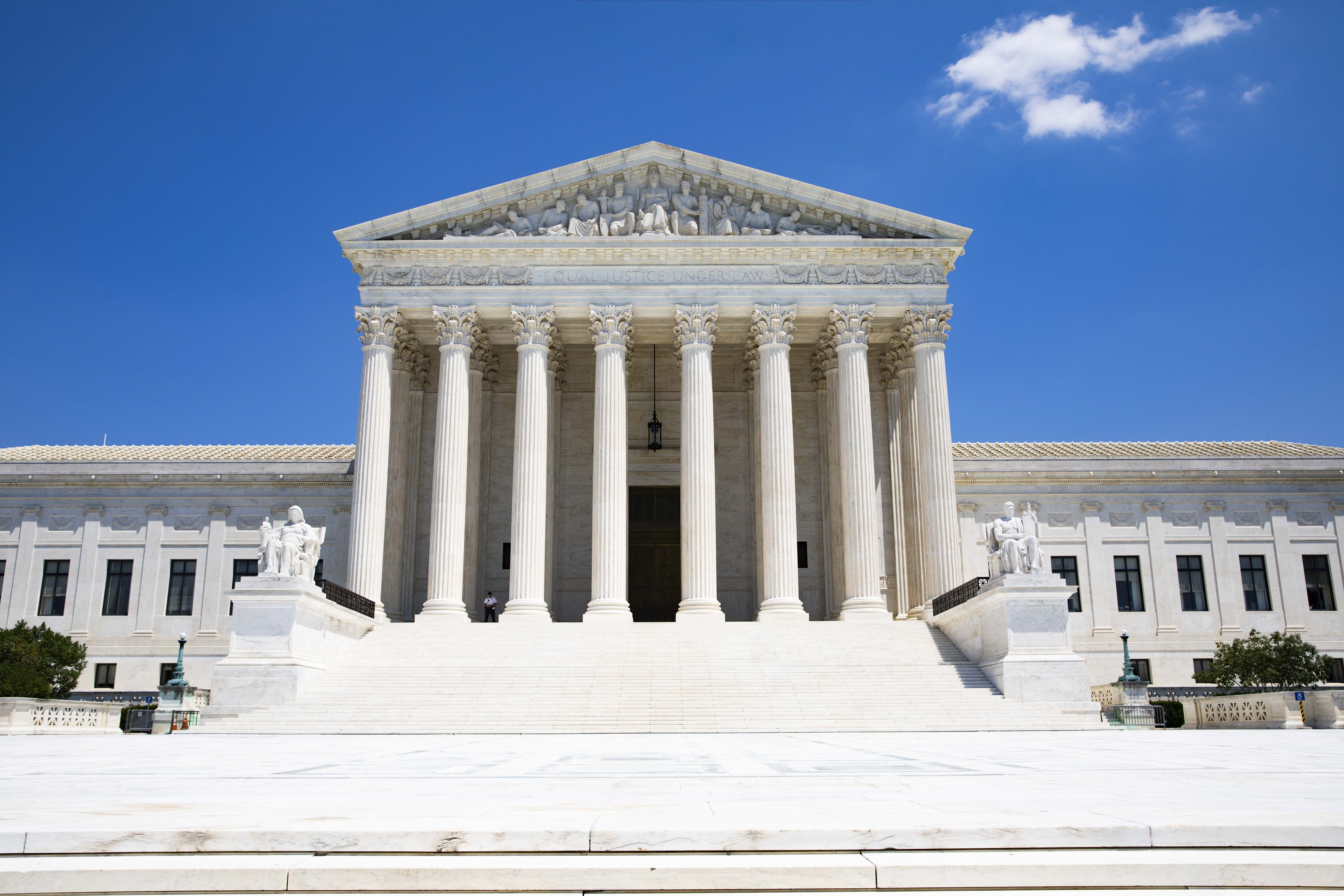
Trụ sở Tòa án tối cao Hoa Kỳ tại Washington, DC.

Phiên họp đầu tiên của Tòa án tối cao được triệu tập vào ngày 1 tháng 2 năm 1790 tại toà nhà Merchants Exchange, Thành phố New York, sau dời về Philadelphia và cuối cùng là Washington, D.C. khi nơi này được chọn làm thủ đô của Hoa Kỳ. Phần lớn trong thời gian hiện hữu của mình, toà tối cao phải làm việc tại nhiều địa điểm khác nhau trong Điện Capitol (Trụ sở Quốc hội), nhiều nhất là ở Thượng viện (và trong một thời gian ngắn, phải dời về một căn nhà tư nhân vì điện Capitol bị hoả hoạn trong cuộc chiến năm 1812).
Rốt cuộc, vào năm 1935 toà tối cao mới được yên vị tại một toà nhà riêng tương xứng với địa vị độc lập trong cấu trúc tam quyền phân lập của Chính phủ Hoa Kỳ, theo yêu cầu cấp bách của William Howard Taft, người từng đảm nhiệm cả hai chức vụ đứng đầu ngành hành pháp và tư pháp: Tổng thống Hoa Kỳ (1909-1913) và Chánh án Hoa Kỳ  (1921-1930).
Tòa nhà bốn tầng được thiết kế theo phong cách cổ điển hài hòa với các tòa nhà xung quanh thuộc khu phức hợp Capitol và Thư viện Quốc hội. Bên trong tòa nhà là Phòng Xử án, văn phòng các thẩm phán, một thư viện rộng lớn, nhiều phòng họp, và các dịch vụ phụ trợ như cửa hàng, cafeteria và một phòng tập thể dục. Bên ngoài lát lớp đá hoa cương khai thác từ Vermont. Toà nhà được thiết kế bởi kiến trúc sư Cass Gilbert; công việc xây cất mất ba năm, từ năm 1932 đến 1935. Dù tọa lạc trong khuôn viên của Khu Kiến trúc đồi Capitol, thiết chế tư pháp này có lực lượng cảnh sát riêng, Cảnh sát Tòa án tối cao, hoạt động độc lập với Cảnh sát Capitol.